# Paradigma Pána prstenů
Paradigma Pána prstenů (v anglickém originále The Middle-Earth Paradigm) je šestý díl první řady amerického televizního seriálu Teorie velkého třesku. V této epizodě hostují Brian Patrick Wade, Rachel Cannon, Erin Allin O’Reilly, Kimberly Jeppson a Cynthia Holloway. Režisérem epizody je Mark Cendrowski.

## Děj
Penny pozve celou partičku na svou Halloweenskou párty. Zprvu pozvání odmítají, protože neumí tancovat, své rozhodnutí ale přehodnotí, jakmile se dozví, že je to párty v kostýmech. Všichni čtyři ale mají problém se začleňováním. Sheldon nedokáže nikomu vysvětlit, že je převlečený za Dopplerův jev, Raj (převlečený za Thora) není schopen mluvit se ženami, Howarda všichni vidí jako Petra Pana, i když je převlečen za Robina Hooda a Leonard (převlečený za Froda) se necítí příjemně. I proto, že se na akci po chvíli objevuje i Pennyin expřítel Kurt (Brian Patrick Wade), který Leonarda slovně i fyzicky napadne. To jej přiměje akci opustit.
Po chvíli se za ním stavuje Penny, aby zkontrolovala, jak mu je a zároveň se omluvila za Kurtovo chování. Je ze sebe zklamaná, načež jí Leonard řekne, že je perfektní. Penny jej vzápětí políbí. Stane se tak ještě jednou před Kurtovými zraky, čehož Leonard využije k posměšku. Mezitím se Howard snaží najít Raje, který se druhý den probouzí vedle cizí holky (Cynthia Holloway), která ho večer předím shledala jako velmi dobrého naslouchače.

## Obsazení
| Johnny Galecki      | Leonard Hofstadter |
| Jim Parsons         | Sheldon Cooper     |
| Kaley Cuoco         | Penny              |
| Simon Helberg       | Howard Wolowitz    |
| Kunal Nayyar        | Raj Koothrappali   |
| Brian Patrick Wade  | Kurt               |
| Rachel Cannon       | Patty              |
| Erin Allin O’Reilly | Cheryl             |
| Kimberly Jeppson    | Vicki              |
| Cynthia Holloway    | Roberta            |